# Il bambino marziano
Il bambino marziano (The Martian Child) è un racconto di fantascienza dello scrittore statunitense David Gerrold pubblicato nel 1994. L'opera ha vinto nel 1995 il Premio Hugo per il miglior racconto, il Premio Locus per il miglior racconto lungo e il Premio Nebula per il miglior racconto.
Il racconto nel 2007 è stato trasposto nel film Martian Child - Un bambino da amare (Martian Child), diretto da Menno Meyjes con John Cusack nel ruolo del protagonista.

## Storia editoriale
Il racconto, semi autobiografico, è stato pubblicato per la prima volta nel 1994 sul numero di settembre della rivista The Magazine of Fantasy and Science Fiction dopo essere stato rifiutato da altri editori per sei volte.
In seguito il racconto ha vinto il Premio Hugo per il miglior racconto nel 1995, il Premio Locus per il miglior racconto lungo e il Premio Nebula per il miglior racconto.

## Trama
(David Gerrold, post scriptum dell'autore a Il bambino marziano)
David è uno scrittore di fantascienza gay che si accinge ad adottare un bambino. Sfogliando le schede di bambini adottabili, rimane colpito da uno di essi. Dennis ha otto anni ed è affetto da iperattività e questa peculiarità rende difficile trovare una famiglia che si prenda cura di lui; superando molte difficoltà burocratiche e selezioni, David ottiene l'affido. Il bambino sostiene di essere di origini marziane, ma né gli assistenti sociali, né il padre adottivo danno peso a quelle che ritengono essere fantasie infantili.
A lungo andare alcuni comportamenti di Dennis, come ad esempio esprimere desideri che regolarmente si avverano, insospettiscono lo scrittore che, affermato nel campo della fantascienza, comincia a porsi delle domande. Dennis afferma di essere stato impiantato dai marziani nel corpo della madre naturale: il fatto che questi racconti ricorrano tra le fantasie di altri bambini adottati aumenta i dubbi di David. Le doti di Dennis vengono confermate durante alcuni esperimenti del padre adottivo che lo sfida a far uscire alcune giocate al lotto o a far azzeccare dei fuori campo ai giocatori della sua squadra di baseball preferita. David confida i suoi dubbi con alcuni amici scrittori che tuttavia lo dissuadono dal continuare a porsi domande sulle vere origini del bambino per non apparire poco affidabile e vedersi quindi revocare l'affido dai servizi sociali. David accetta i consigli ritenendo che, tutto sommato, non è essenziale sapere se il bambino sia o no un marziano, e che l'unica cosa importante sia l'enorme amore che li lega.

## Personaggi
DavidScrittore di fantascienza gay che, sentendosi pronto per la paternità, decide di adottare Dennis.
DennisIl bambino di otto anni, iperattivo e rifiutato da molte famiglie prima di essere adottato da David. Sostiene di essere un marziano.

## Altri media
Il racconto è stato adattato nel film Martian Child - Un bambino da amare (Martian Child), pellicola del 2007 per la regia di Menno Meyjes, interpretato da John Cusack nel ruolo di David e da Bobby Coleman nel ruolo del piccolo Dennis.

## Edizioni
- (EN) David Gerrold, The Martian Child, in The Magazine of Fantasy and Science Fiction, vol. 87, n. 3, Mercury Press Inc., settembre 1994.
- David Gerrold, Il bambino marziano, in Piergiorgio Nicolazzini (a cura di), I Premi Hugo 1995-1998, traduzione di Gloria Barberi, Grandi Opere Nord n.33, Milano, Nord, 1999, ISBN 8842911178.